# Ulundia decisa
Ulundia decisa är en insektsart som beskrevs av William Lucas Distant 1910. Ulundia decisa ingår i släktet Ulundia och familjen Flatidae. Inga underarter finns listade i Catalogue of Life.